# Don Cesar
Don Cesar ist eine Operette in drei Akten von Rudolf Dellinger. Oscar Walther verfasste das Libretto. Es basiert auf dem Lustspiel Don César de Bazano von Philippe Dumanoir. Das Werk erlebte seine Uraufführung am 28. März 1885 im Carl-Schultze-Theater in Hamburg.

## Handlung

### Ort und Zeit
Die Operette spielt in und in der Nähe von Madrid (Spanien) zur Zeit der Uraufführung, also in den 1880er Jahren.

### Erster Akt
Das Karnevalstreiben in Madrid bietet dem König immer eine willkommene Gelegenheit, sich maskiert unter das Volk zu mischen und nach einem schönen Mädchen Ausschau zu halten. Heute hat es ihm die rassige Maritana angetan. Sie genießt zwar seine Liebesschwüre, macht ihm aber unmissverständlich klar, dass sie sich ihm nur dann voll hingäbe, wenn sie seine Gattin geworden sei. Der dem König treu ergebene Minister Fernandez empfiehlt seinem Herrn, die Schöne mit einem Strohmann zu vermählen, dessen Identität aber zu verheimlichen; danach könne er ungestört seine Lust ausleben. Als Werkzeug hat er den verarmten Grafen Don Cesar ausersehen, der gerade von einer längeren Reise in seine Heimat zurückgekehrt ist. Der fühlt sich geehrt, so leicht zu einer reizenden Frau zu kommen. Während er sich schon auf die Trauung freut, begegnet er Pueblo, dem Pagen der Königin, der gerade dabei ist, zusammen mit ein paar Freunden seiner Angebeteten ein Ständchen zu bringen. Don Cesar unterstützt die Sangesfreunde mit seiner kräftigen Stimme. Dadurch aber wird die Polizei auf den Plan gerufen, welche die jungen Männer kurzerhand wegen Störung der Nachtruhe verhaftet.

### Zweiter Akt
Weil Don Cesar bei seiner Festnahme einen Offizier leicht verletzte, wurde er von einem Schnellgericht zum Tode verurteilt. Jetzt harrt er im Kerker seiner Hinrichtung. Da bekommt er unerwartet Besuch von Minister Fernandez. Der bietet ihm einen Deal an: Wenn er sich sogleich mit einer unbekannten Frau trauen ließe, damit sie sich mit dem Titel „Gräfin“ schmücken könnte, bliebe ihm der Tod am Galgen erspart. Stattdessen würde er ehrenvoll erschossen. Don Cesar ist einverstanden. Nachdem man sein Gesicht mit einer Maske verhüllt hat, wird die tief verschleierte Maritana hereingeführt. Sie glaubt, jetzt mit dem Edelmann getraut zu werden, der ihr gestern seine Liebe schwur. Kaum hat das Paar den Bund fürs Leben geschlossen, wird Maritana wieder abgeführt.

### Dritter Akt
Don Cesar hat sein Todesurteil überlebt, weil es Pueblo gelungen war, die Kugeln in den Gewehren durch Platzpatronen zu ersetzen. Gemeinsam suchen die beiden Zuflucht in einem Schlösschen nahe Madrid, wohin auch Maritana gebracht worden ist. Hier begegnet Don Cesar erneut des Königs willfährigem Minister. Der traut seinen Augen nicht, als er den vermeintlich Toten erblickt. Als dieser dann auch noch von ihm verlangt, seiner Gattin zugeführt zu werden, greift Fernandez zu einer List: Er zeigt ihm die unansehnliche Donna Uranca, Gemahlin des königlichen Archivars. Unter diesen Umständen will Don Cesar nicht länger verheiratet sein und flüchtet erneut. Derweil klärt Pueblo Maritana auf, welch schändliches Spiel mit ihr getrieben worden sei. 
Es dauert nicht lange, bis Don Cesar in das königliche Lustschloss zurückkehrt, wo er geradewegs dem König in die Arme läuft. Als dieser die Geschichte des unglücklichen Grafen vernommen hat, wird er von Reue übermannt. Persönlich sorgt er nun dafür, dass das rechtmäßig getraute Paar die Ehe vollziehen kann. Der Graf wird von ihm sogar zum neuen Gouverneur von Valencia ernannt.

## Anmerkung
Von Dellingers sieben Operetten war Don Cesar die mit Abstand erfolgreichste. Allein in dem ersten Vierteljahrhundert nach ihrer Uraufführung ging sie rund 1350-mal über die Bühnen. Das Werk wartet mit zahlreichen einschmeichelnden Melodien auf. Zu einem richtigen Schlager gestaltete sich das Ständchen Komm herab, o Madonna Teresa.

## Quelle
- Anton Würz: Reclams Operettenführer. 23. Auflage. Reclam, Stuttgart 2002, ISBN 3-15-010512-9.